# Idunn

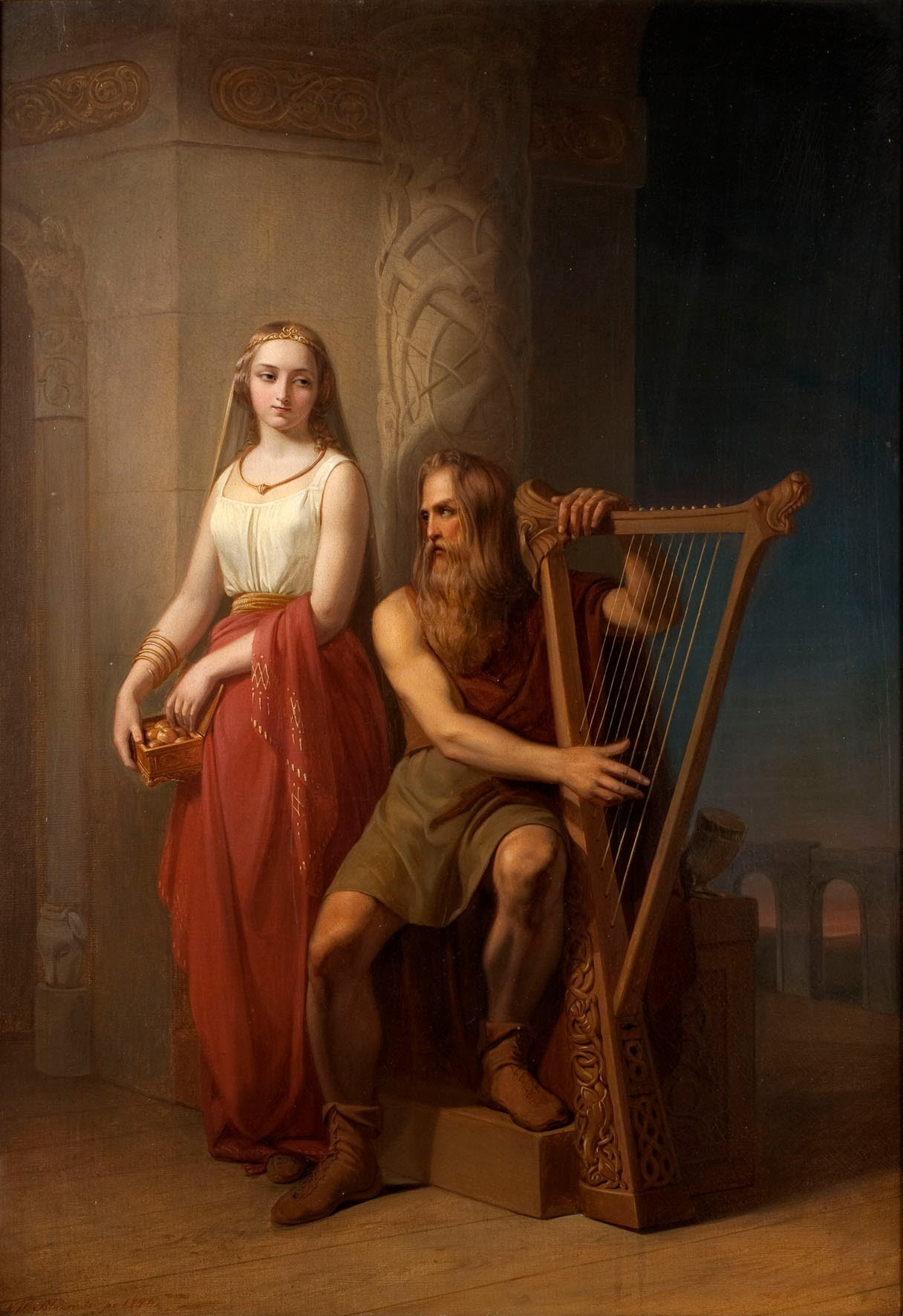
Idunn a Bragi

Idunn (či Iduna) je severská bohyně, manželka boha básníků Bragiho, strážila ve své jasanové truhlici kouzelná jablka, která chránila Ásy před stárnutím. Idunn je proto nazývána ochránkyní zdraví a síly bohů. Její jméno znamená Ta, která omlazuje.
Bůh Loki jednou slíbil obrovi Tjazimu, že Idunn vyláká z Ásgardu. Pod záminkou, že našel krásná jablka a ať vezme ta svá, aby je porovnala, vzal Loki Idunn do lesa, kde ji Tjazi v podobě orla odnesl do svého sídla v Trymheimu. Bohové bez svých jablek stárli a začali se po Idunn shánět. Pohrozili Lokimu smrtí pokud Idunn nepřivede zpátky. Loki si proto půjčil od Freyji sokolí roucho a vydal se k Tjazimu do Jötunheimu. Proměnil Idunn v ořech a v pařátech ji odnesl zpátky do Ásgardu. Tjazi však Lokiho v podobě orla pronásledoval, ale byl Ásy nakonec zabit.